# Le Bono
Le Bono (bis 31. Dezember 2022 Bono; bretonisch Ar Bonoù) ist eine französische Gemeinde mit 2.594 Einwohnern (Stand: 1. Januar 2022) im Département Morbihan in der Region Bretagne. Die Gemeinde gehört zum Arrondissement Vannes und zum Kanton Vannes-2.

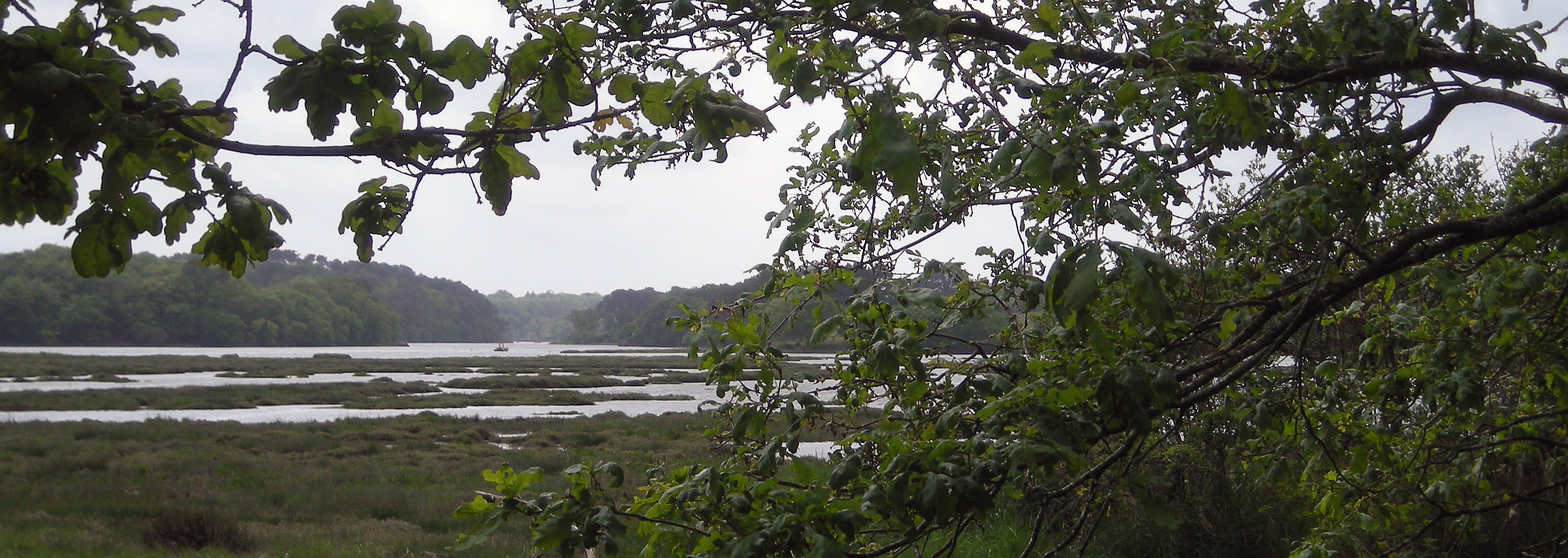
Rivière du Bono

## Geographie
Le Bono liegt nahe der Küste des Départements Morbihan am Ästuar des Flusses Sal, der hier auch Rivière du Bono genannt wird. Die Kleinstadt Auray ist vier Kilometer in nördlicher Richtung entfernt, die Stadt Vannes etwa 15 Kilometer in östlicher Richtung. Das Gemeindegebiet gehört zum Regionalen Naturpark Golfe du Morbihan.

## Geschichte
Der Ort ist seit der Frühzeit bewohnt. Der Dolmen du Kernourz zeugt davon.
Bis 1947 gehörte der Ort zur Gemeinde Plougoumelen. Le Bono ist Teil des Arrondissements Lorient und war von 1947 bis 2015 eine Gemeinde im Kanton Auray.

## Bevölkerungsentwicklung
Zwischen und 1975 und 2006 wuchs die Einwohnerzahl (1975–2006: +35 %). Seither stagniert die Zahl der Bewohner.
| Jahr      | 1962 | 1968 | 1975 | 1982 | 1990 | 1999 | 2006 | 2012 | 2019 |
| Einwohner | 1622 | 1555 | 1561 | 1633 | 1747 | 1859 | 2112 | 2124 | 2533 |

## Sehenswürdigkeiten
- Hängebrücke über den Ästuar
- Schloss von Kerdréan
- Kapelle Notre-Dame de Béquerel aus dem 14. bis 16. Jahrhundert
- Mühle von Kervilio
- Becken zur Austernzucht
- Dolmen du Kernourz

Sehenswürdigkeiten
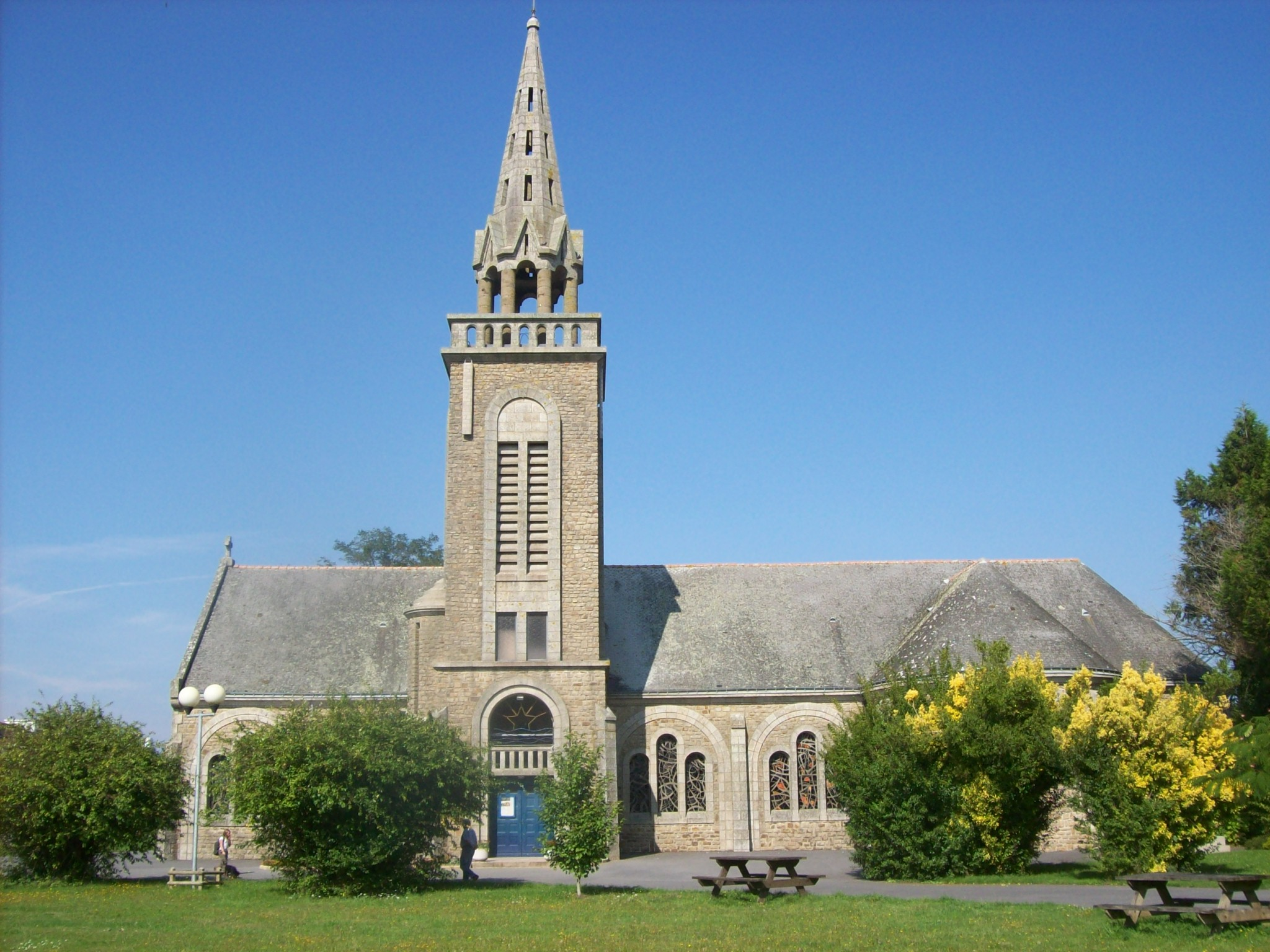
Die Kirche Stella Maris
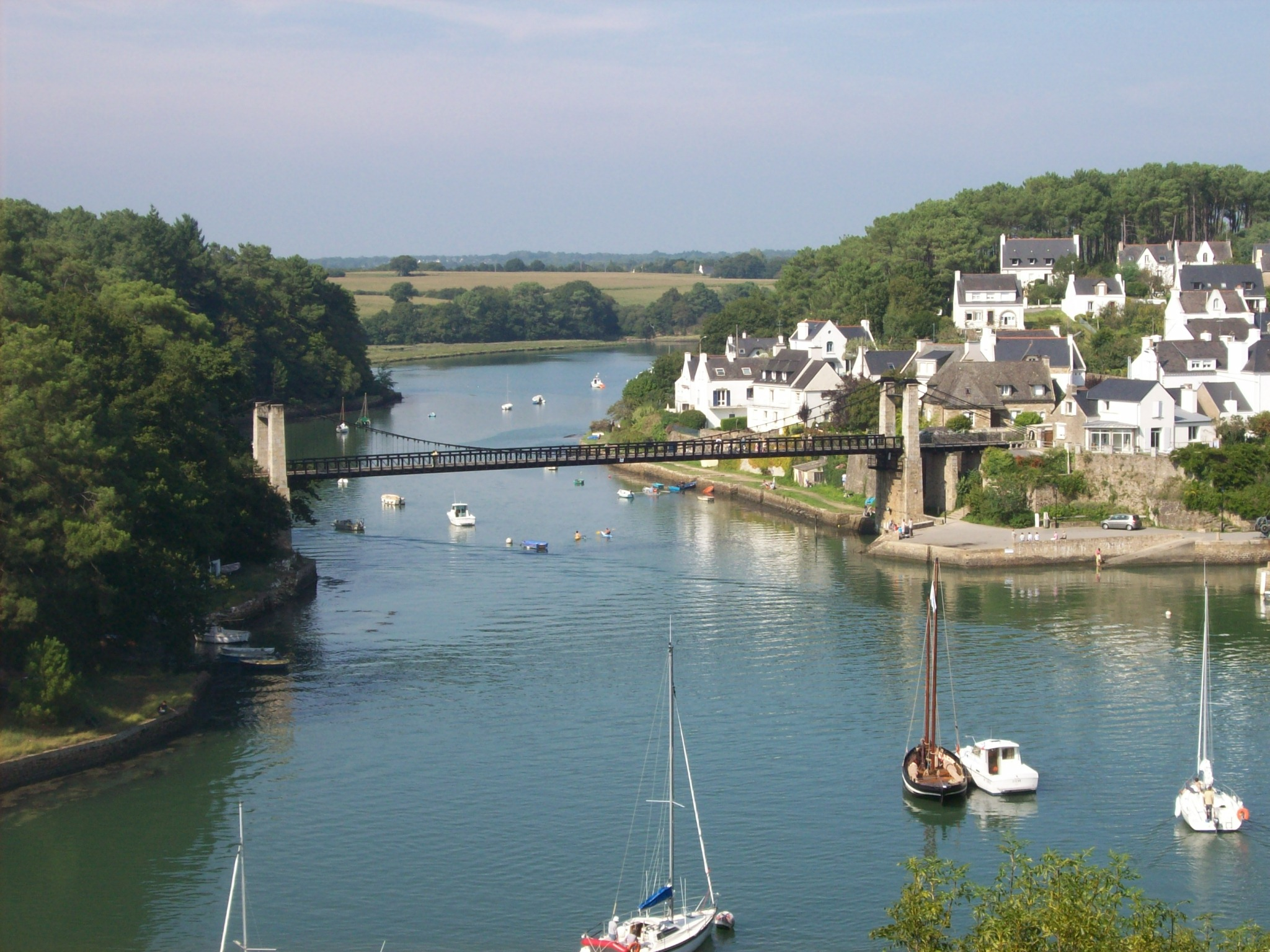
Die Hängebrücke über das Ästuar
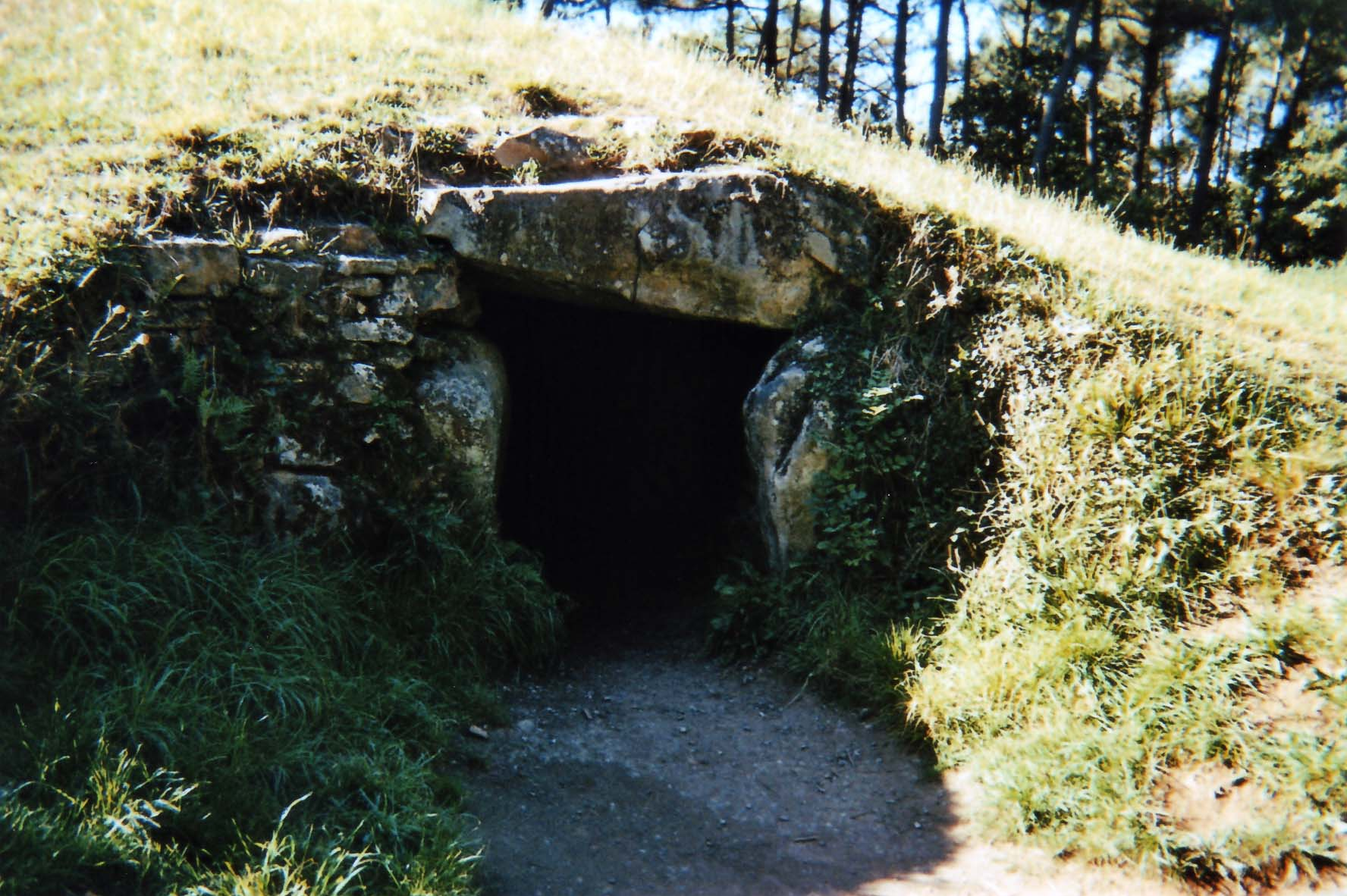
Eingang zum Dolmen du Kernourz